# Teniolabis
Teniolabis (Taeniolabis) – wymarły rodzaj ssaka z rzędu wieloguzkowców (Multituberculata), należący do rodziny Taeniolabididae.

## Wymiary
Teniolabis jest największym znanym przedstawicielem wieloguzkowców. Osiągał długość przekraczającą 1 m (z czego czaszka około 16 cm) i wagę ponad 30 kg.

## Występowanie
Żył od wczesnego do środkowego paleocenu, 63-60 mln lat temu na terenie Ameryki Północnej (szczątki przedstawicieli tego rodzaju znaleziono w stanach Montana i Nowy Meksyk w Stanach Zjednoczonych oraz prowincji Saskatchewan w Kanadzie).

## Opis
Krępej budowy ssak wielkości bobra o niewielkiej, tępo zakończonej, płaskiej głowie z niezbyt dużymi oczami i małymi, zaokrąglonymi uszami. Tylne nogi były dłuższe i mocniej umięśnione niż przednie, a ogon stosunkowo krótki i niechwytny.

## Etymologia
Taeniolabis: gr. ταινια tainia „opaska, taśma”; λαβις labis, λαβιδος labidos „kleszcze, szczypce”.